# 정보의 자유
정보의 자유(情報의 自由, 영어: freedom of information)는 언론의 자유가 확장된 것이며, 오늘날 국제법에서 인정되는 기본적인 인간 권리이다. 언론, 인쇄물, 인터넷 또는 예술 형식을 통해 구두로, 또는 구두로 표현 될 수있는 모든 매체에서보다 일반적으로 표현의 자유로 이해된다. 이것은 권리로서의 표현의 자유의 보호가 내용뿐만 아니라 표현의 수단을 포함한다는 것을 의미한다. 정보의 자유는 인터넷 및 정보 기술의 내용에서 개인 정보 보호 권리를 지칭한다. 표현의 자유에 대한 권리와 마찬가지로, 프라이버시에 대한 권리는 인정된 인권이며 정보의 자유는이 권리의 연장으로 작용한다. 마지막으로, 정보의 자유는 특허 반대, 저작권 반대 또는 지적 재산권에 대한 반대를 포함 할 수 있다. 국제 및 미국 해적당은 주로 정보 문제의 자유에 기반한 정치적 기반을 수립했다.

## 법
2006년 6월에 약 70개국이 정부 기관 및 특정 상황에서 개인 기관에 보유한 정보에 적용되는 정보의 자유법을 가지고 있었다. 이 국가들 중 19개국에서 정보 입법의 자유가 민간 단체에도 적용되었다. 정보에 대한 접근은 소비자의 정보에 입각한 선택권을 촉진하고, 그릇된 관리와 부패에 대비하여 시민을 보호하는 등 정부의 투명성과 책임에 대한 전제 조건으로 인식되고 있다. 이로 인해 지난 10년 간 정보의 자유법을 제정하는 나라가 늘어나고 있다. 최근 몇 년 동안 민간 단체는 이전에 공공기관이 수행한 기능을 수행하기 시작했다. 민영화와 규제 완화로 민간 단체가 운영하는 은행, 통신 회사, 병원, 대학 등이 민간 단체를 포괄하는 정보의 자유법 확대를 요구하고 있다.

### 정부 기관
2006년 70개 국가는 공공기관에 대한 포괄적 인 정보의 자유법을 누리고 있으며, 그 중 절반은 지난 10년 동안 제정되었다. 이러한 법률은 추가로 50개국에서 계류 중이다.

### 민간 단체
2006년 19개의 국가가 정보의 자유법을 제정했다. : 앙골라, 아르메니아, 콜롬비아, 체코, 도미니카 공화국, 에스토니아, 핀란드, 프랑스, 아이슬란드, 리히텐슈타인, 리히텐슈타인, 파나마, 폴란드, 페루, 남아프리카 공화국, 터키, 트리니다드 토바고, 슬로바키아, 영국. 민간 단체가 정보의 자유법에 따라 적용되는 정도는 다양하며, 앙골라, 아르메니아 및 페루에서는 공공 기능으로 간주되는 것을 수행하는 민간 기업에만 해당 법률이 적용된다. 공적 자금을 받는 체코, 도미니카 공화국, 핀란드, 트리니다드 토바고, 슬로바키아, 폴란드, 아이슬란드에서는 민간 단체가 정보의 자유법을 전제로 한다. 에스토니아, 프랑스 및 영국에서의 정보의 자유법은 특정 부문의 개인 기관을 대상으로 한다.
남아공에서는 정보 접근 촉진법의 접근 조항이 개인 대출 신청이 거부된 이유를 입증하는 데 사용되었다. 접근 규정은 기업 프로젝트로 인한 잠재적인 환경 피해에 대한 정보를 모색하고있는 민간 기업과 환경 단체의 소수 주주들도 사용했다.

### 소비자 보호
1983년 UN 다국적 기업위원회(UN Commission on Transnational Corporations)는 "개인의 희망과 필요에 따라 정보에 입각한 선택을 가능하게 하는 적절한 정보에 대한 소비자 접근"을 포함하여 8 가지 소비자 권리를 규정하는 유엔 소비자 보호 지침을 채택했다. 정보에 대한 접근은 기본적인 소비자 권리로 간주되고, 예방적 공개, 즉 인간의 삶, 건강 및 안전에 대한 위협에 대한 정보의 공개가 강조되기 시작했다.

### 투자자
회사 이사들에 의한 비밀스러운 의사 결정과 기업 스캔들로 인해 투자자의 이익을 위해 출판 될 정보의 자유법이 생겨났다. 그러한 입법은 20세기 초 영국에서 처음 채택되었으며, 나중에 북아메리카와 다른 국가에서도 채택되었다. 투자자를 위한 정보 공개 제도는 회계 사기 및 회사 감독 기밀과 관련된 수많은 기업 스캔들로 21세기 초 주목을 끌었다. Enron을 시작으로 Worldcom, Tyco, Adelphia 및 Global Crossing과 관련된 후속 스캔들로 인해 미국 의회는 Sarbanes-Oxley Act 2002를 통해 회사에 새로운 정보 공개 의무를 부과했다.

## 인터넷 및 정보 기술
정보의 자유는 인터넷 및 정보 기술과 관련하여 표현의 자유에 대한 권리를 보호하는 것을 말한다. 정보의 자유는 정보 기술 환경에서의 검열, 즉 검열이나 제한없이 웹 컨텐츠에 액세스 할 수 있는 능력과 관련 될 수 있다.

### 정보 사회와 표현의 자유
2003년에 채택된 세계 사회 정보 사회 정상 회의(WSIS) 선언은 모든 인권과 기본적 자유의 보편성, 불가분성, 상호 의존성을 재확인한다. 이 선언문은 또한 "정보 사회"의 표현의 자유에 대한 중요성을 구체적으로 언급한다.
우리는 정보 사회의 필수 기반이자 세계 인권 선언 제 19 조에 명시된 바와 같이 모든 사람이 의견과 표현의 자유를 누릴 권리가 있음을 재확인한다. 이 권리는 간섭 없이 의견을 보유하고 국경에 관계없이 모든 언론을 통해 정보와 아이디어를 찾고 받으며 전달할 자유를 포함한다. 의사소통은 근본적인 사회적 과정이며, 기본적인 인간의 필요와 모든 사회 조직의 기초이다. 그것은 정보 사회의 중심이다. 누구나 어디서나 참여할 수 있는 기회가 있어야 하며 누구도 정보 사회에서 제공하는 혜택에서 제외해서는 안된다.
2004 WSIS 선언은 또한 "인권 존중하면서 범죄 및 테러 목적을 위한 정보 자원 및 기술의 사용을 방지 할 필요가 있다"고 인정했다. 볼프강 베네 데크(Wolfgang Benedek)는 WSIS 선언은 인권에 대한 수많은 언급을 포함하고 있으며 실제로 인권이 실제로 고려되고 있음을 보장하기 위한 절차나 메커니즘을 자세히 설명하지는 않는다고 말했다.

1999년에 설립된 Hacktivismo라는 디지털 권리 그룹은 정보에 대한 접근은 기본적인 인권이라고 주장한다. 이 단체의 신념은 세계 인권 선언 및 시민적 정치적 권리에 관한 국제 규약(ICCPR)이 인터넷에 적용되도록 촉구하는 "Hacktivismo Declaration"에 자세히 설명되어 있다. 이 선언은 정보의 자유와 관련하여 표현의 자유에 대한 권리를 보호하기 위해 ICCPR에 회원국의 의무를 회고한다.

### 글로벌 네트워크 계획
2008년 10월 29일, 글로벌 네트워크 계획(GNI)은 "표현 및 개인 정보의 자유에 관한 원칙"에 기초하여 창안되었다.이 계획은 세계 인권 선언(UDHR) 창립 60 주년을 맞이하여 UDHR에 명시된 표현과 사생활의 자유와 인권에 관한 국제적으로 인정된 법률과 기준, 시민적 및 정치적 국제 규약 권리(ICCPR) 및 경제적, 사회적 및 문화적 권리에 관한 국제 규약(ICESCR)에 있다. 이 계획의 관련자는 전자 프론티어 재단, 휴먼 라이츠 워치, 구글, 마이크로소프트, 야후, 다른 주요 기업, 인권 NGO, 투자자, 학계 등이 있다.
보고서에 따르면 시스코 시스템즈는 초기 논의에 초청을 받았지만 이 사업에 참여하지는 않았다. 시스코가 인권 이사회를 설립할 것을 제안한 Harrington Investments는 GNI를 영향을 미치지 않는 자발적 행동 강령으로 기각했다. 존 해링턴(John Harrington) 최고 경영자(CEO)는 GNI를 "무의미한 소음"이라고 불렀지만 대신 이사회가 인권 책임을 수락하도록하는 조례가 도입되어야 한다고 촉구했다.

### 인터넷 검열
Jo Glanville 검열 편집자는 "인터넷은 자유 언론을 위해 검열 혁명"이었다는 것을 주장한다. 정보의 자유라는 개념은 주 정부가 후원하는 검열, 모니터링 및 인터넷 감시에 대한 응답으로 출현했다. 인터넷 검열에는 인터넷상의 정보 공개 또는 액세스 제어 또는 억제가 포함된다.
쿠바, 이란, 몰디브, 미얀마 / 버마, 북한, 시리아, 튀니지, 우즈베키스탄 및 베트남과 같은 국경 없는 기자단(RSF)의 "인터넷 목록"에 따르면 다음 주에서는 퍼베이시브 인터넷 검열에 관여한다. 널리 알려진 예로는 중국의 Great Firewall(네트워크 방화벽 역할과 고대 중국 만리장성)이 있다. 시스템은 IP 주소가 라우팅되는 것을 방지하여 콘텐츠를 차단하고 인터넷 게이트웨이에서 표준 방화벽 및 프록시 서버로 구성된다. 이 시스템은 또한 특정 사이트가 요청될 때 선택적으로 DNS 중독에 종사한다. 정부는 기술적으로 비현실적인 것으로 보이므로 인터넷 콘텐츠를 체계적으로 검토하는 것처럼 보이지 않았다. 중화 인민 공화국에서의 인터넷 검열은 다양한 법률 및 행정 규정에 따라 수행된다. 이 법률에 따라 중국 중화 인민 공화국 정부는 60개가 넘는 인터넷 규제를 시행하고 있으며 국영 ISP, 기업 및 조직의 지방 지부에서 검열 시스템을 적극적으로 시행하고 있다.
2010년, 힐러리 클린턴(Hillary Clinton) 미국 국무 장관은 미국을 대표하여 "모든 인류가 지식과 아이디어에 동등하게 접근할 수 있는 단일 인터넷을 지지합니다"라고 선언했다. 그녀는 '인터넷 자유에 관한 발언'에서 버락 오바마 대통령의 발표에서 "정보가 자유로운 정보 흐름 일수록 정보 네트워크가 사람들로 하여금 새로운 사실을 발견하고 정부에 더 많은 책임감을 갖도록 돕는 방법"에 관심을 쏟는 사회가 된다. "라고 말했다.

## 같이 보기
- 사이퍼펑크
- 디지털 권리
- 파노라마의 자유
- 자유 문화 운동
- 사이버 범죄
- 핵티비즘
- I2P
- 정보
- 정보 윤리
- 지식 재산권
- 인터넷 검열
- 인터넷 프라이버시
- 의료법
- 개방성
- 공공 데이터
- 해적당
- 알 권리
- 온라인 저작권 침해 금지 법안
- 가상사설망